# Кловский спуск
Кло́вский спуск — старинная улица Киева.
Пролегает от улицы Институтской до улицы Князей Острожских. Начал застраиваться в 1-й половине XIX столетия. Название происходит от урочища Клов и Кловского ручья, который протекал в его долине. Примыкают переулок Ивана Марьяненко, улицы Мечникова и Гусовского.
Протяжённость 1,2 км, покрытие — асфальт.

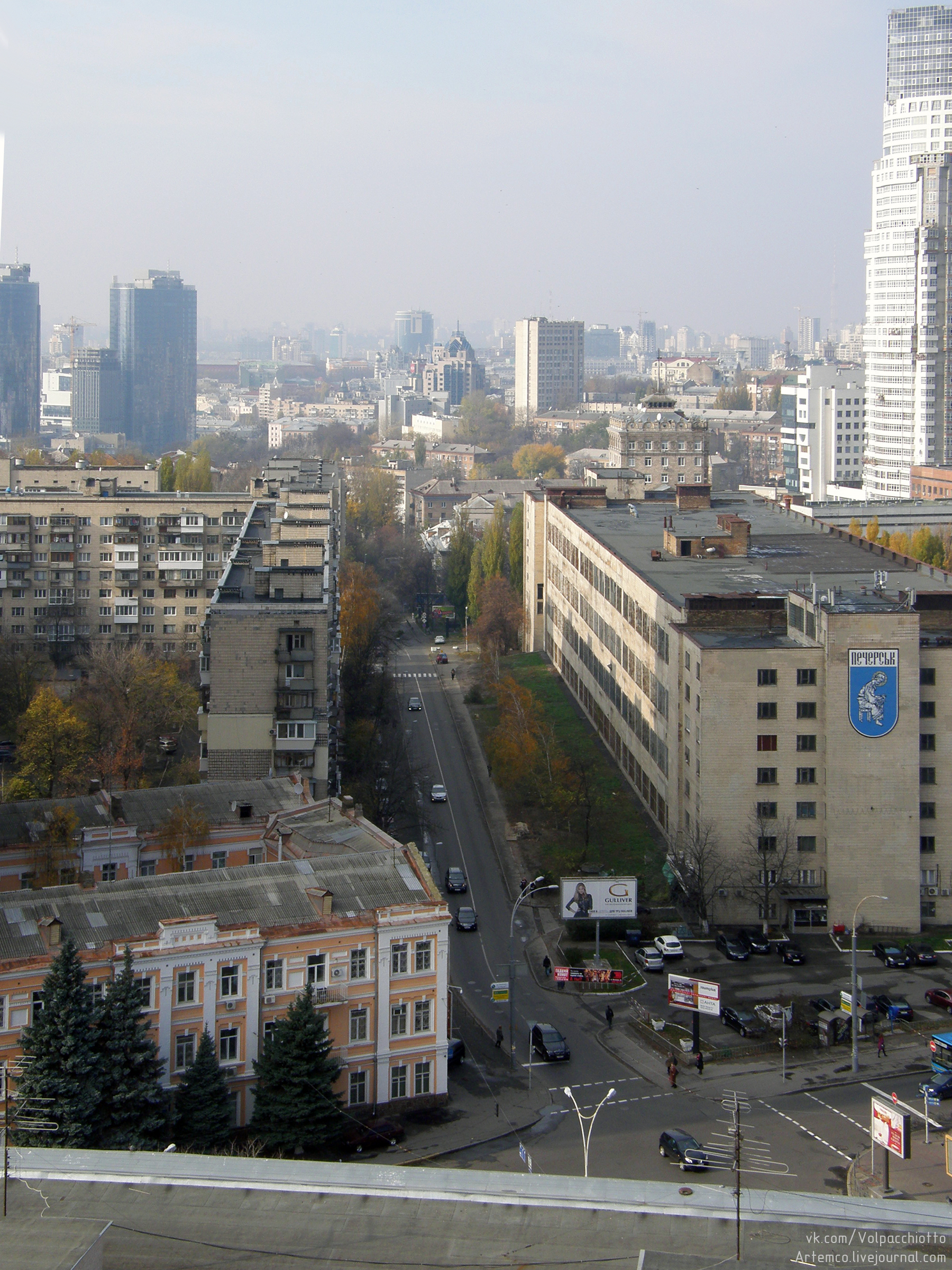
Начало спуска от улицы Князей Острожских

По адресу Кловский спуск, 7 расположено самое высокое жилое здание в Украине ЖК «Кловский» – жилой комплекс, высотой 159 м. Построено в 2012 году.

## Географические координаты
координаты начала 50°26′36″ с. ш. 30°32′19″ в. д.
координаты конца 50°26′09″ с. ш. 30°32′41″ в. д.

## Транспорт
- Автобус 55
- Трамвайная линия существовала в 1951—1998 годах
- Станция метро «Кловская»

## Известные жители
- № 6 — проживает киновед Владимир Войтенко
- № 14/24 — проживали выдающиеся спортсмены Олег Базилевич, Виталий Романенко, Тиберий Попович, актёр Вацлав Дворжецкий, киновед Александр Рутковский[источник не указан 2518 дней].

### Внешние ссылки
- Кловский спуск Архивная копия от 12 марта 2016 на Wayback Machine на сервисе Яндекс.Панорамы.